# Diocese de Växjö
A Diocese de Växjö (em sueco: Växjö stift) ou Vexiônia é uma das 13 dioceses constituintes da Igreja da Suécia e está sediada na Catedral de Växjö, na cidade de Växjö. Abrange a maior parte da província histórica da Småland, a ilha da Olândia e uma pequena parte do condado da Halland.

Mapa da diocese

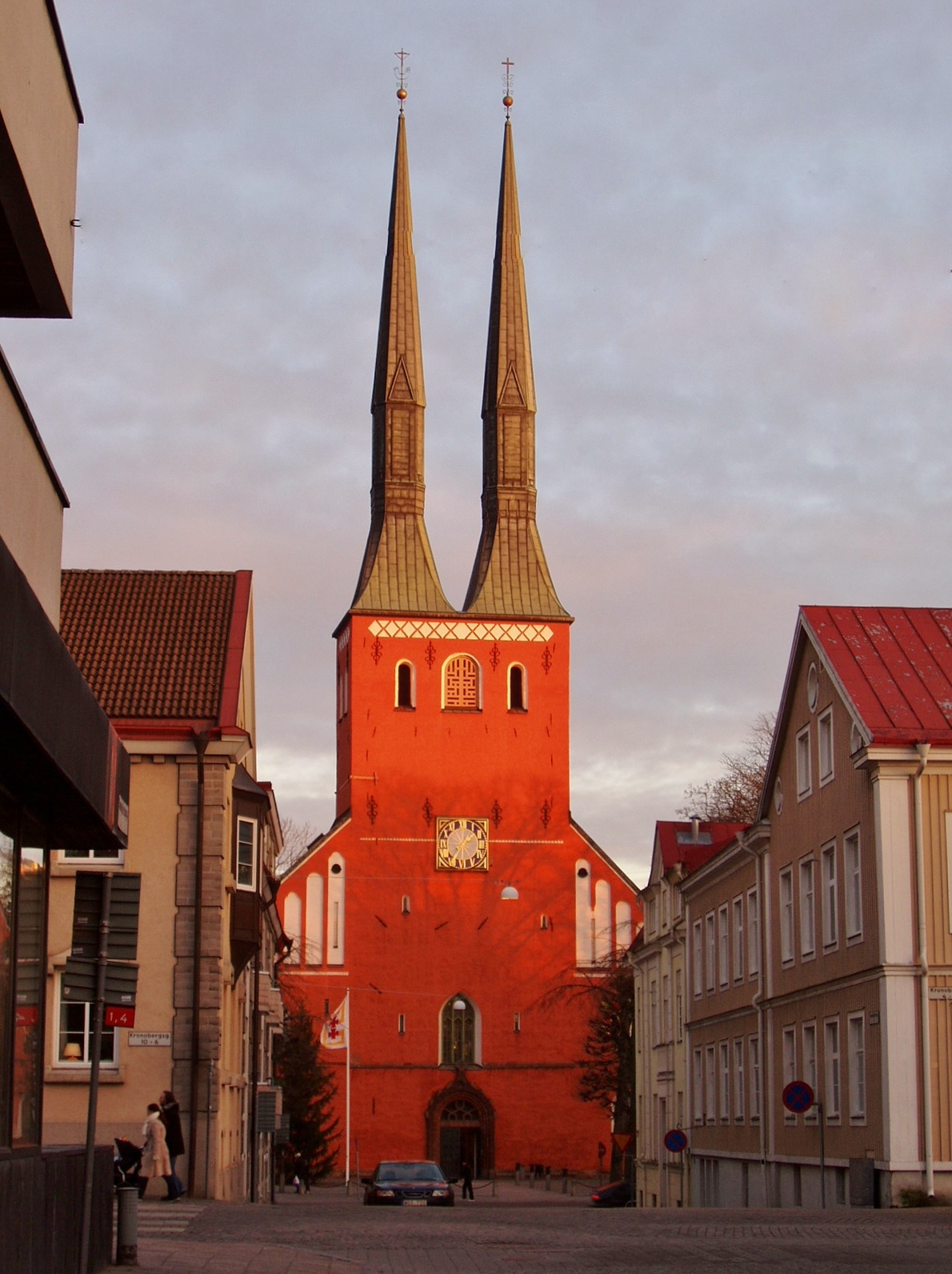
Catedral de Växjö
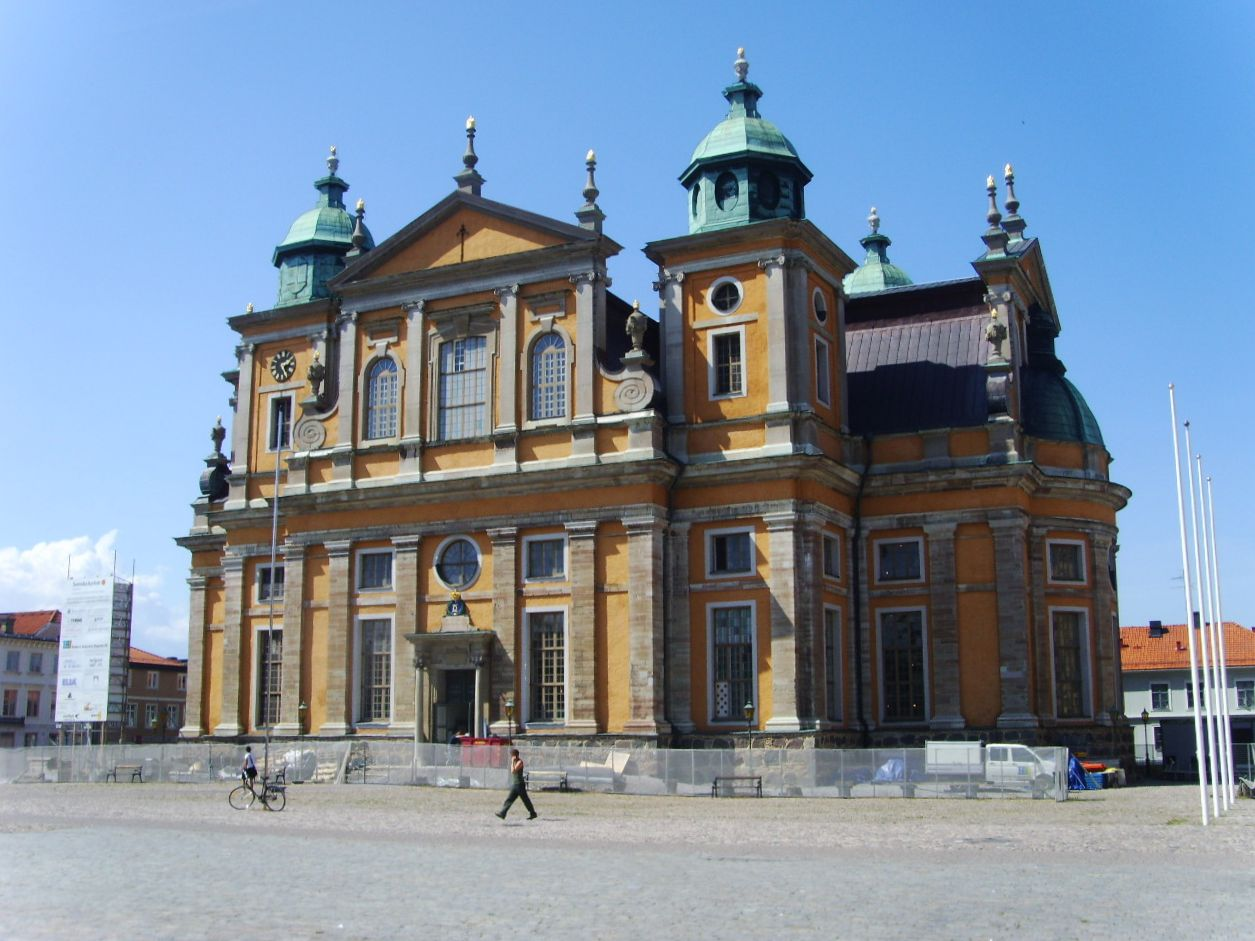
Catedral de Kalmar
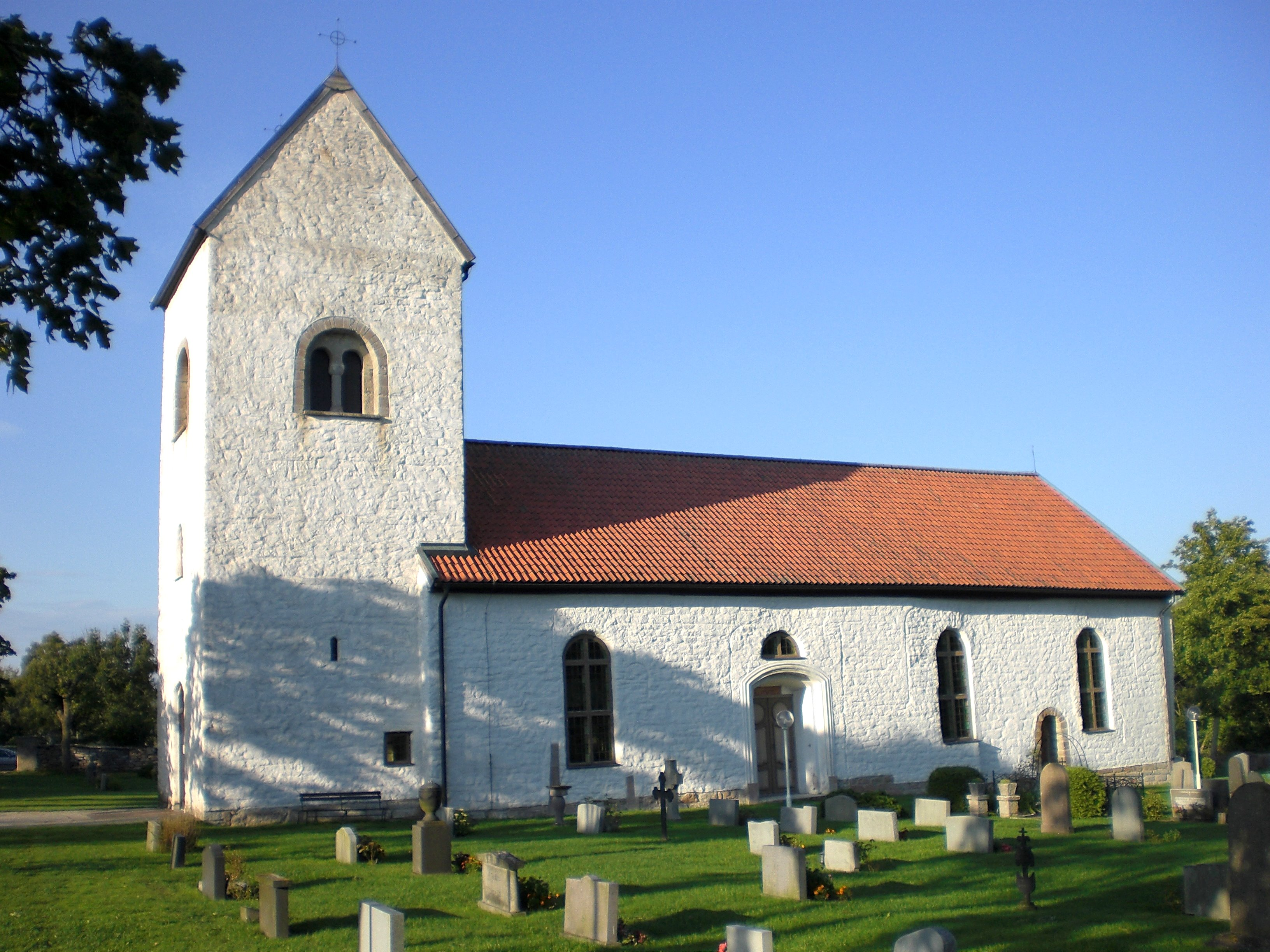
Igreja de Långlöt
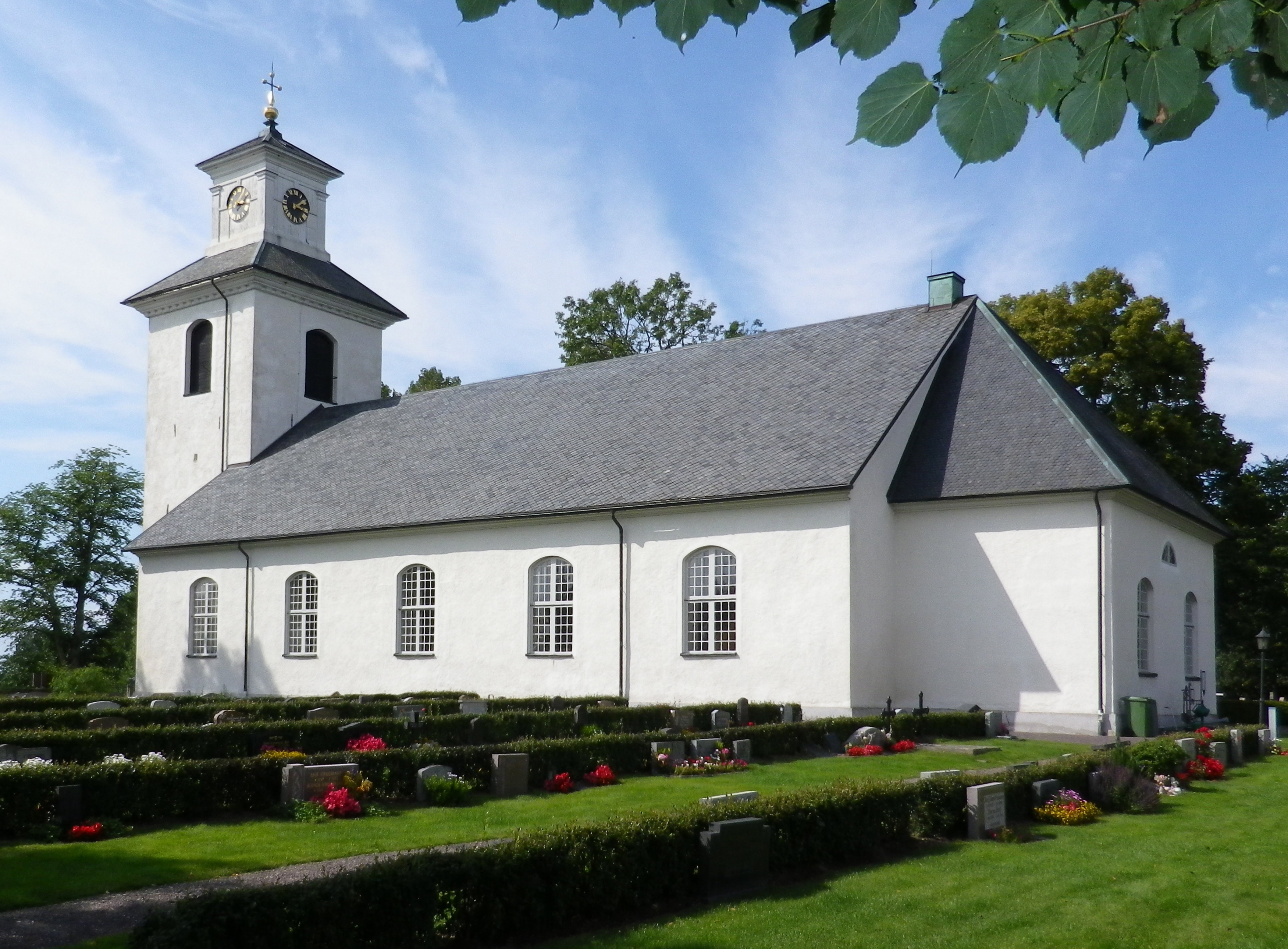
Igreja de Nöbbele